# Specijani odred
Specijalni odred je 671. redovna epizoda Zagora objavljena u svesci #203. u izdanju Veselog četvrtka. Na kioscima u Srbiji se pojavila 24. avgusta 2023. Koštala je 350 din (3 €; 3,2 $). Imala je 94 strane.

## Originalna epizoda
Originalna sveska pod nazivom Corpo speciale objavljena je premijerno u #669. regularne edicije Zagora u izdanju Bonelija u Italiji 3. juna 2021. Epizodu je nacrtao Marko Verni, a scenario napisao Moreno Buratini. Naslovnu stranu je nacrtao Alesandro Pičineli. Cena sveske za evropskom tržištu iznosila je 4,9 €. 

## Kratak sadržaj
Zagor i Čiko obilaze grob Lutalice Ficija. Iznenada ih napada stariji Indijanac iz plemena Abenak. Nakon što nailaze na njegovog sina Odonaka, Zagor i Čiko odlaze u selo Abenaka da im Odonak ispriča o nedavnim napadima belaca na Indijance iz ovog kraja u kojima je ubijen njegov rođeni brat. Odonak veruje da napade organizuje Patrik Vajdling (Zagorovo rođeno ime, koje je odavno prestao da koristi). Na ovo ime Zagor ostaje šokiran. Odonak objašnjava da mu je o Patriku pričao Salomon Kinski, stari beli poglavica, koga je Zagor ubio u obračunu, verujući da je Kinski ubio njegovog oca. Iako je Zagor uništio skoro celo pleme i logor, Odonak misli da se Patrik vraća da dovršio posao i pobio preživele. Zagor obećava da će pomoći Odonaku i kreće u potragu za napadačima. Uskoro ih na reci presreću pucnji sa obale uniformisanih ljudi. Uniformisana jedinica je specijalno snajpersko odeljenje američke vojske smešteno u obližnjem utvrđenju. Njihov zadatak je da snajperima eliminišu Indijance iz date oblasti. Nakon još jednog napada, Zagor im se suprotstavlja, ali ga vojnici savladaju i odvode u utvrđenje. 

## Kontekst epizode
Za bolje razumevanje događaja korisno je pogledati epziode Zagor priča i Gospodar Darkvuda.

## Korice za ovu epizodu
Crtež je inspirisan koricama za 1. epizodu Zagora pod nazivom La foresta degli agguati (Zaseda u šumi), koji je u Italiji u formi kaiša izašao 1961. godine.

## Prethodna i naredna epizoda
Prethodna sveska Zagora u okviru redovne edicije nosila je naslov Litice zla (#202), a naredna Predskazanje (#204).